# Plan instalacji elektrycznej
Plan instalacji elektrycznej – schemat elektryczny o oznaczeniu kodowym 402 należący do grupy 4 tzw. planów elektrycznych jest podstawowym rysunkiem informującym, jak wykonać instalację. Wykonywany jest w ujęciu topograficznym, na uproszczonym planie poszczególnych kondygnacji budynku, zwykle w skali 1:100 lub 1:50. Nanosi się na nim trasy przewodów, rozmieszczenie tablic rozdzielczych, puszek rozgałęźnych, łączników i gniazd wtyczkowych. Podaje się wszelkie informacje niezbędne wykonawcy, np. liczbę, typ, przekrój i sposób ułożenia przewodów (w postaci umownych oznaczeń), sposób wykonania nietypowych szczegółów (w postaci dodatkowych szkiców).